# Кью, Эдди
Эдди Кью (англ. Eddy Cue; род. 23 октября 1964, Майами, Флорида) — американский топ-менеджер. Старший вице-президент компании Apple по интернет-сервисам.

## Биография
Кью кубинского происхождения и вырос в штате Флорида. Он изучал компьютерные науки и бизнес в Университете Дьюка.
Кью сыграл огромную роль в создании интернет-магазина Apple в 1998 году, музыкального магазина iTunes в 2003 году и магазина приложений App Store в 2008 году. В ноябре 2012 года Эдди возглавил отдел по разработке карт и по программному обеспечению Siri, заменив на этом посту Скотта Форстолла.
В ноябре 2012 года Эдди Кью присоединился к совету директоров автомобильной компании Ferrari.